# Гросдубрау
Гросдубрау или Ву́лька-Ду́брава (нем. Großdubrau; в.-луж. Wulka Dubrawa) — коммуна в Германии, в земле Саксония. Подчиняется административному округу Дрезден. Входит в состав района Баутцен. Население составляет 4417 человек (на 31 декабря 2010 года). Занимает площадь 54,22 км².
Входит в состав культурно-территориальной автономии «Лужицкая поселенческая область», на территории которой действуют законодательные акты земель Саксонии и Бранденбурга, содействующие сохранению лужицких языков и культуры лужичан. Официальным языком в населённом пункте, помимо немецкого, является лужицкий.

## Населённые пункты
Коммуна подразделяется на 20 сельских округов:
- Бремен (Бремё)
- Гросдубрау (Вулька-Дубрава)
- Даловиц (Далицы)
- Гёбельн (Кобелнь)
- Зальга (Залгов)
- Зерхен (Зджар)
- Ечеба (Ятшоб)
- Ешюц (Йешицы)
- Кауппа (Купой)
- Кватиц (Хвачицы)
- Кликс (Клюкш)
- Кляйндубрау (Мала-Дубрава)
- Коммерау (Коморов)
- Кронфёрстхен (Кшива-Борщ)
- Кроста (Хрост)
- Маргаретенхютте (Маргаречина-Гета)
- Нойзерхен (Нове-Зджарки)
- Сдир (Зджер)
- Чиллихау (Чельхов)
- Шпревизе (Лихань)